# Torelló
Torelló – gmina w Hiszpanii, w Katalonii, w prowincji Barcelona, o powierzchni 13,48 km². W 2011 roku gmina liczyła 13 883 mieszkańców.
Odbywa się tu coroczny festiwal filmów górskich.